# アイザイア・グリーン
アイザイア・ジョーダン・グリーン（Isaiah Jordan Green, 2001年8月29日 - ）は、 アメリカ合衆国カリフォルニア州リバーサイド出身のプロ野球選手（外野手）。左投左打。MLBのクリーブランド・ガーディアンズ傘下所属。

## 経歴

### プロ入りとメッツ傘下時代
2020年 のMLBドラフト2巡目補償ラウンド（全体69位）でニューヨーク・メッツから指名され、プロ入り。この年は新型コロナウイルスの影響でマイナーリーグの試合が開催されなかったため、公式戦の出場は無かった。

### ガーディアンズ傘下時代
2021年1月7日にフランシスコ・リンドーア、カルロス・カラスコとのトレードで、アーメッド・ロザリオ、アンドレス・ジメネス、ジョシュ・ウルフと共にクリーブランド・インディアンス（2022年よりインディアンスからガーディアンズへ改称。）へ移籍した。この年、傘下のルーキー級アリゾナ・コンプレックスリーグ・インディアンスでプロデビュー。43試合に出場して打率.290、1本塁打、16打点、5盗塁を記録した。